# Helmdecke
Eine Helmdecke (auch: lambrequin) ist der aus Stoff bestehende Teil des Helmes, der ursprünglich als Nacken- bzw. Kopfschutz diente. In der Heraldik wurden die Helmdecken oft eine Verlängerung der Helmzier. Nicht zu verwechseln ist die Helmdecke mit dem Wappenmantel.
Mit den verschiedenen Stilrichtungen verändern sich auch die Helmdecken. Die zunächst mantelartige Helmdecke wurde in Streifen geschnitten (gezaddelt) und wurde an deren Ende mit Quasten oder Fransen bestückt. Ab dem 16. Jahrhundert wurde die Helmdecke nur noch ornamental aufgefasst, also mit vielen Schnörkeln.
In der Regel – mit Ausnahmen – stimmen die Farben der Helmdecke mit denen des Schildes überein, wobei sich das Metall meist auf der Innenseite (Futter) der Helmdecke und die Farbe außen befindet. Eine Ausnahme ist beispielsweise das Wappen derer von Bonstetten: „Silber“ (Metall) außen, Innenseite „Schwarz“. In der Wappenbeschreibung wird die Außenseite stets zuerst genannt, dann die Innenseite. Die Helmdecke kann auch „gespalten“ sein, d. h. die Deckentingierung wechselt zwischen rechts und links, was von der Zusammenlegung mehrerer Helme mit verschiedenen Helmdecken zu einem Helm herrühren kann, z. B.: „Auf schwarz-golden-blau-silbern bewulstetem (s. u.) silbernem Stechhelm mit rechts schwarz-goldenen und links blau-silbernen Decken ein…“. Heraldisch unüblich, aber vorkommend, ist eine horizontale Teilung der Deckenfarbe, wie sie auf dem mittleren Helm des ostfriesischen Wappens zu sehen ist.
Häufig liegt auf der Helmdecke noch der Wulst, ein aus den Farben der Helmdecke geflochtener, oft als Türkenbund bezeichneter Kranz. In der englischen Heraldik werden sowohl der Helm als auch die Helmdecke weggelassen, nur der Wulst befindet sich freischwebend über dem Schild. Werden Wappenfiguren auf diesen Wulst gesetzt, wird es zum Crest und findet auch ohne Wappenschild als besondere Form und Einschränkung Anwendung.

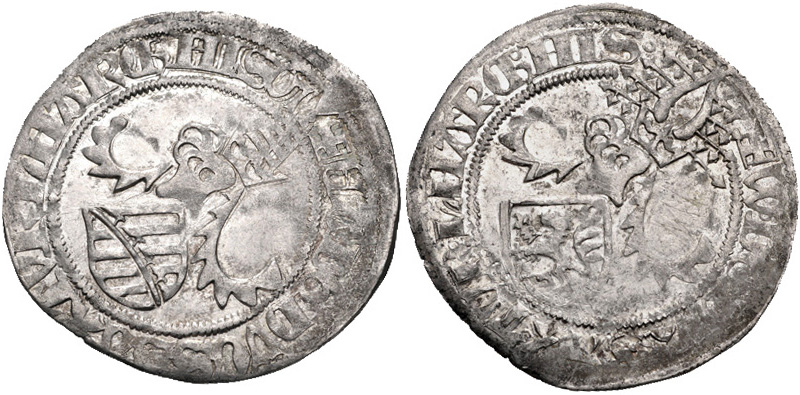
Horngroschen von 1465 der Münzstätte Freiberg, Wappen mit Helmdecken
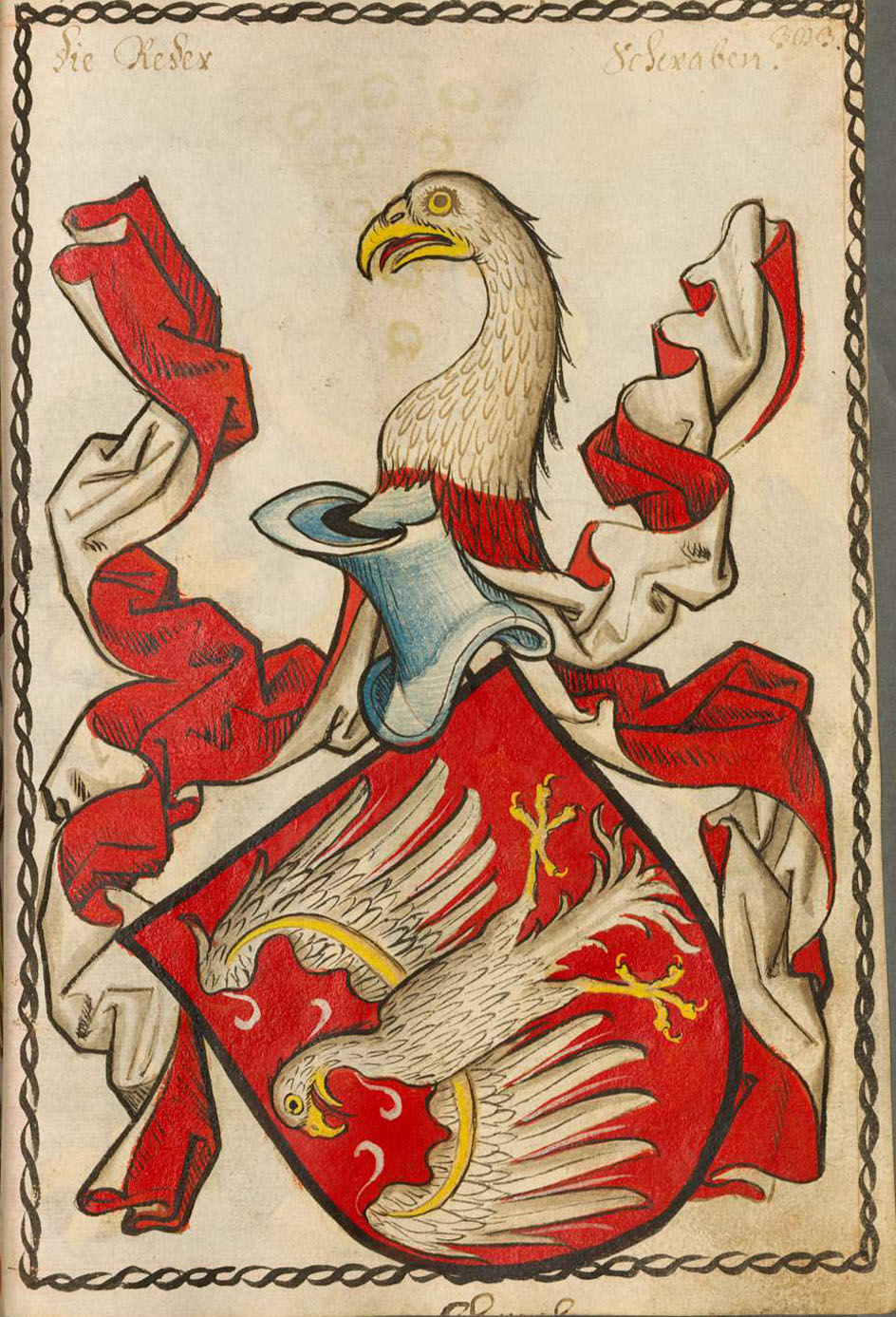
Helmdecken beim Wappen der Roeder von Diersburg (um 1450)
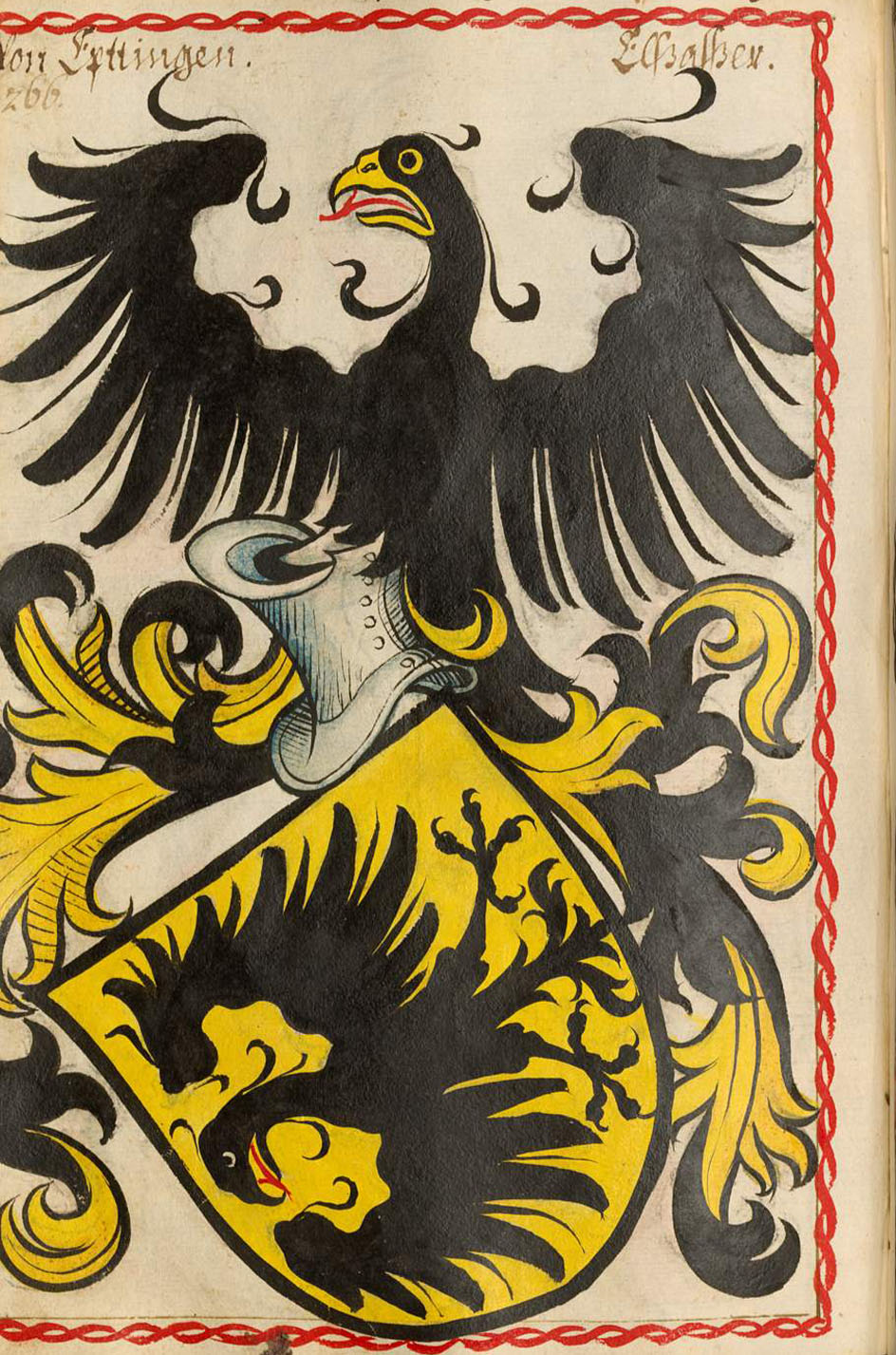
Helmdecken beim Wappen derer von Eytingen (um 1450)
Helmdecken beim Wappen Bautzens
Wappen Ostfrieslands mit blauen und roten Helmdecken
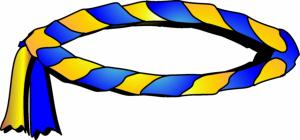
Helmwulst, auch Tortillon oder Türkenbund

Ein Sonderfall ist die Entwicklung der Helmdecke aus einem Mittelschild im ungarischen Wappen von Báránd.

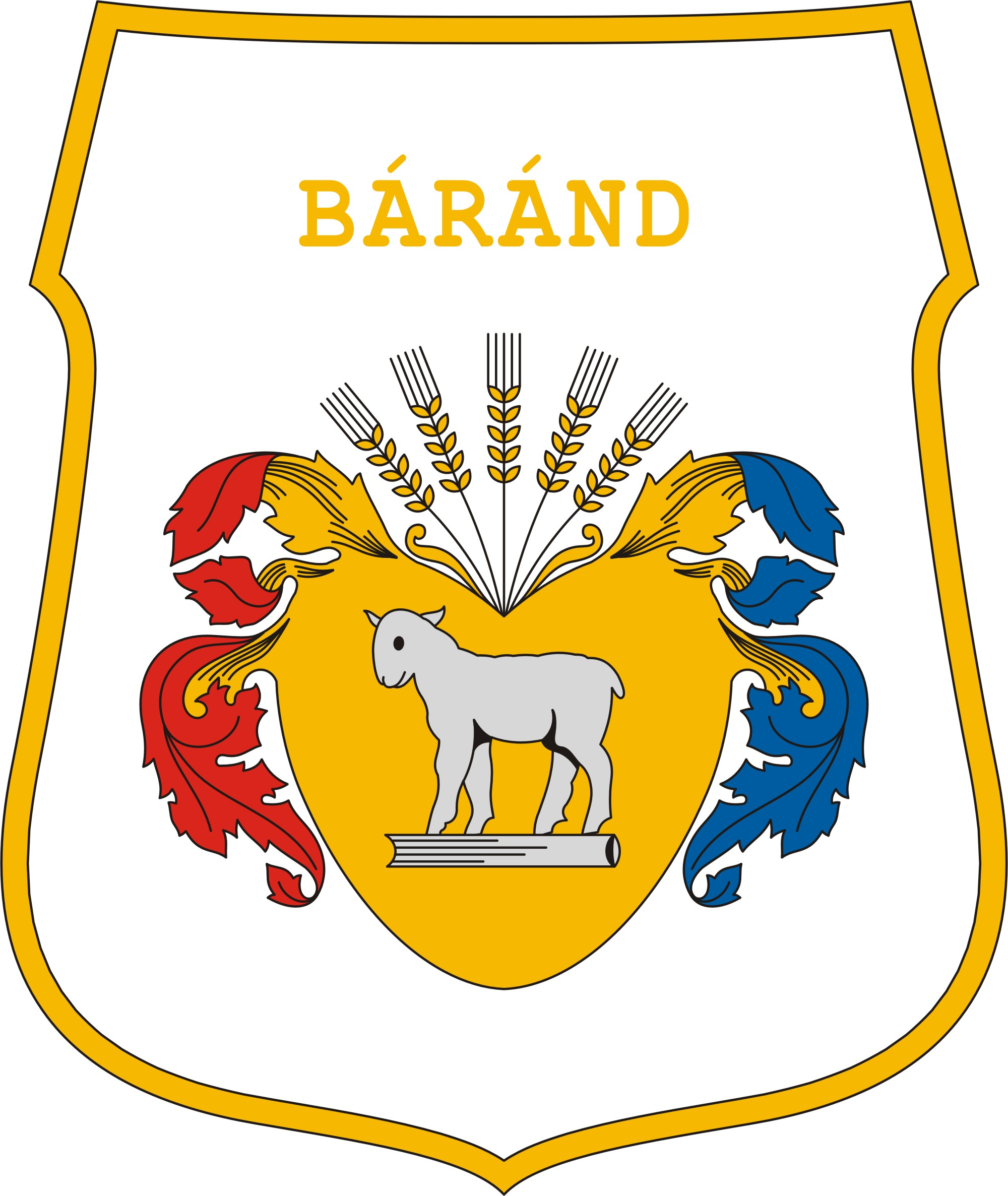
Ein Schild geht in Helmdecken über